# Viivi & Wagner
Viivi & Wagner är en finländsk tecknad serie av Jussi "Juba" Tuomola.
De ursprunglige huvudpersonerna är Viivi, en finländsk kvinna i tjugoårsåldern, och Wagner, en medelålders manlig gris. Wagner är helt antropomorfisk och inkännande, men ser sig ändå själv som en gris istället för en människa. Ofta misstas de för gifta, men de är två sammanboende som lever i en äldreparsrelation och är verkligen förtjusta i varandra de stunder de inte bråkar.
Serien publicerades ursprungligen i Kultapossu, en reklamtidning för barn utgiven av en finländsk bank. I den ursprungliga versionen av serien, var Viivi en liten flicka och Wagner var hennes levande spargris. När tidningen Kultapossu lades ned, så anpassade Tuomola figurerna för att passa en tidning i tecknad seriestil samt förändrade också typsnittet i serien.
Viivi och Wagner är mycket populära i Finland, framför allt på grund av sin udda humor. Främst när det gäller kärleksbanden mellan Viivi och Wagner ("Du åt omslaget också?!" "Jag har alltid ätit omslaget."), eller Wagner som hamnar i helt absurda situationer, antingen i vardagen eller i fantasivärldar ("Jag är fast i ögonblicket före Big Bang"). Vissa seriestrippar bryter den fjärde väggen ("Hej, dispositionen din är lös.") eller den klassiska seriestrippen som är skapad genom att inte ha en bestämd poäng på slutet.
Somliga läsare, som inte känner till seriestrippens historia, tagit Wagners svinutseende som ett feministisk uttryck, eftersom det innebär att "män är svin". Andra har till och med trott att Tuomola är en kvinna.